# Wechsellauf

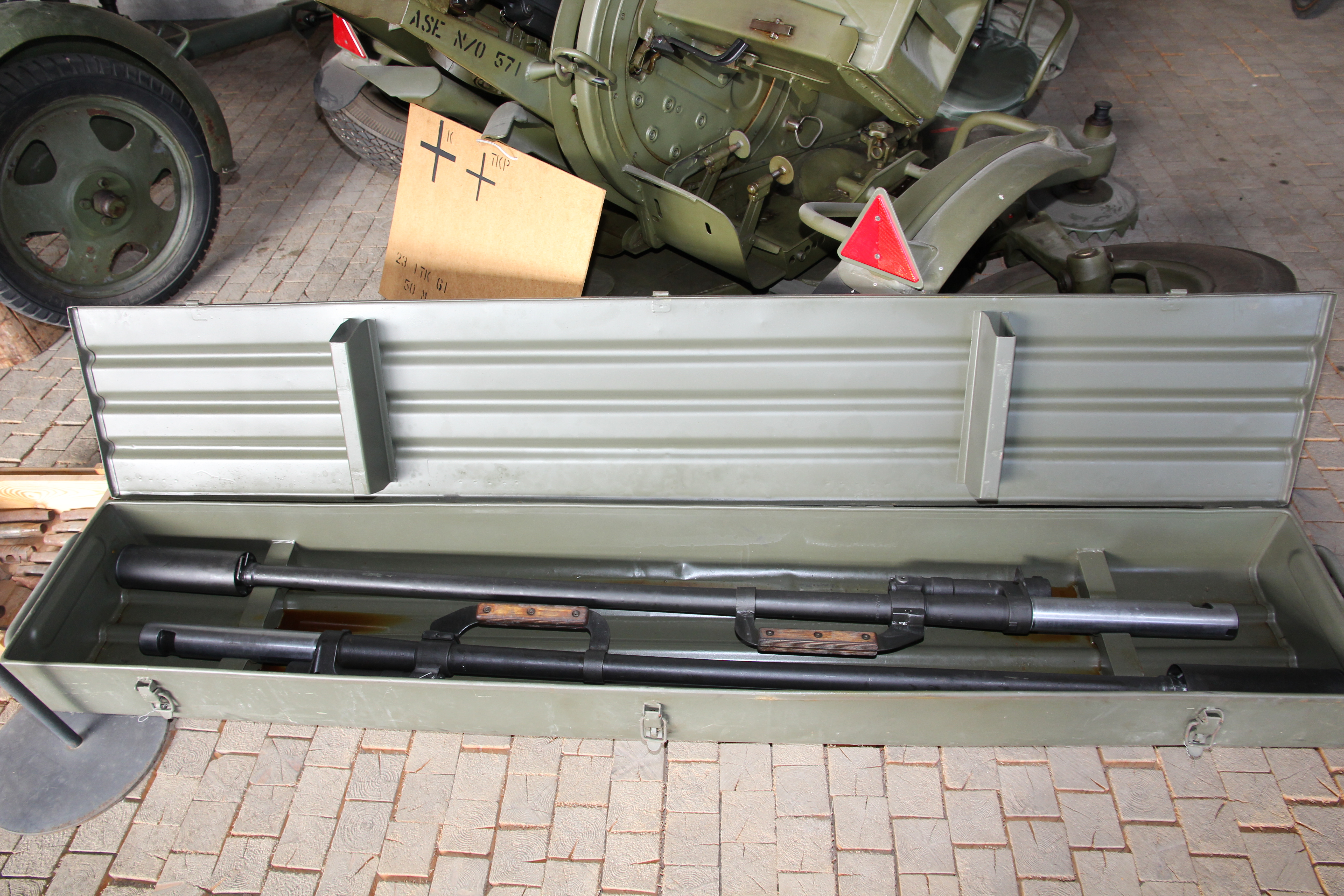
Wechselläufe einer SU-23-2

Ein Wechsellauf (auch Austauschlauf, englisch interchangeable Barrel) bezeichnet einen vorbereiteten Schusswaffenlauf, der je nach Bauweise mit zusätzlichen Anbauteilen ausgestattet ist. Im Bereich von Handfeuerwaffen werden Wechselläufe vorwiegend gebraucht, um unterschiedliche Kaliber mit Schusswaffen zu nutzen. In militärischen Bereichen nutzt man Wechseläufe bei überhitzten oder bei verschlissenen Schusswaffenläufen. Der technische Aufwand zum Laufwechsel ist beispielsweise bei Kipplaufwaffen oder Maschinengewehren gering, wogegen der Austausch bei Geschützrohren der Artillerie ein aufwendiger Wartungsvorgang ist. Die Definitionen von waffenrechtlichen Bestimmungen in Deutschland sind für Kriegswaffen nicht übertragbar.

## Anwendungsbereiche
Für Repetierbüchsenmodellreihen und  kombinierte Jagdwaffen wurden im 20. Jahrhundert eine Vielzahl von unterschiedlichen Patronen entwickelt, um dem technischen Fortschritt nachzukommen. Entsprechend wurden von Waffenherstellern austauschbare Läufe für eine Vielzahl von Modellen mit Kalibervarianten entwickelt wie es beispielsweise von der Blaser R93 bekannt ist.   
Im militärischen Bereich sind vor allem luftgekühlte Maschinengewehre mit Wechselläufen (englisch quick-change barrels) ausgestattet. Auf diese Weise kann der Soldat einen heißgeschossenen Lauf schnell austauschen und dann sofort weiterschießen. Die Gewichtseinsparung gegenüber wassergekühlten Modellen wie dem MG 08/15 ist ein wesentlicher Vorteil von austauschbaren Läufen bei Maschinengewehren.
Bei Geschützrohren sind austauschbare Reserveläufe (englisch replacement gun barrels, spare barrels) ein wesentlicher Bestandteil der militärischen Logistik Instandhaltung wegen
Verschleiß bei Geschützrohren.

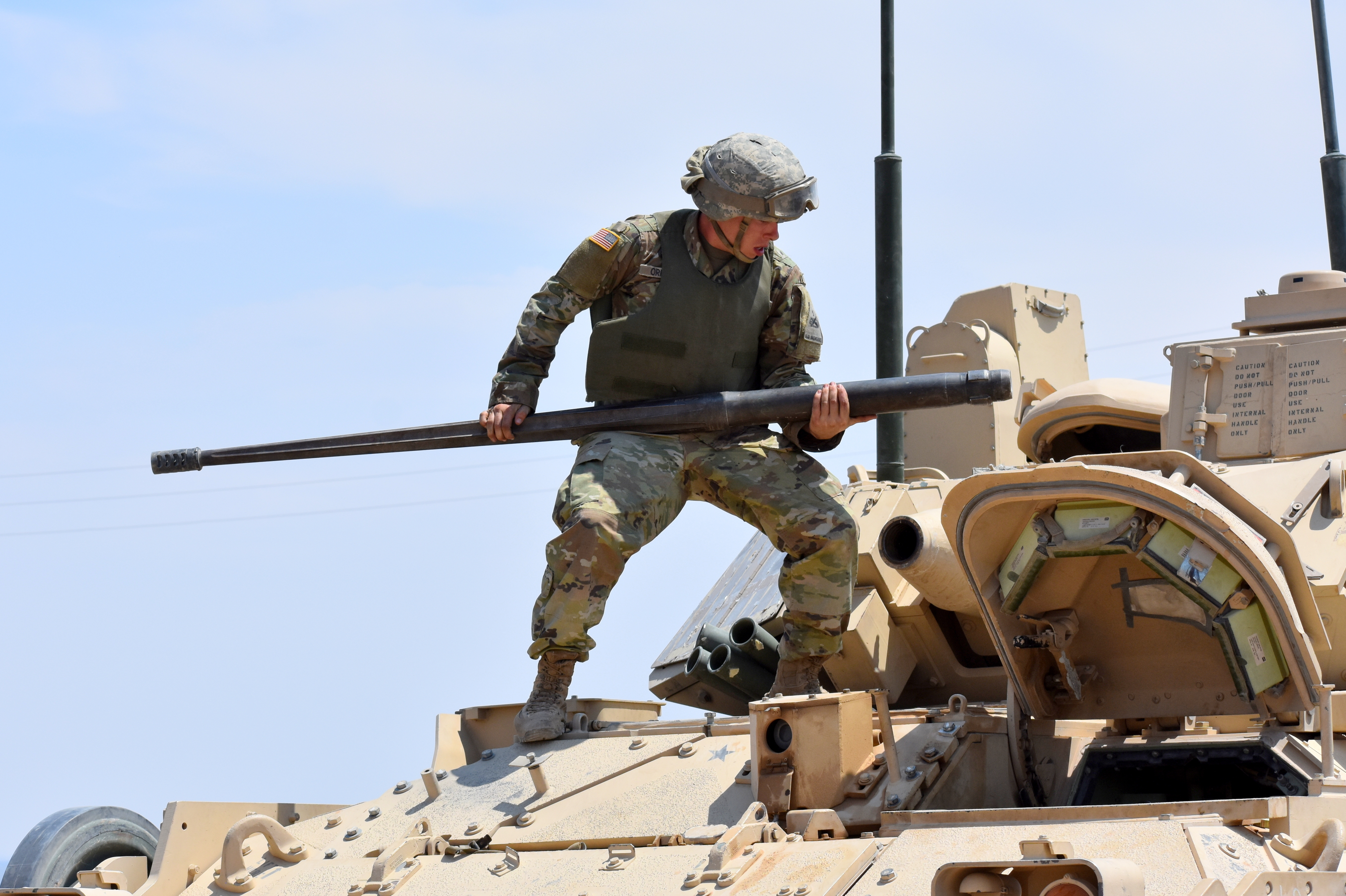
Laufwechsel beim M242 Bushmaster eines Bradley-Schützenpanzers
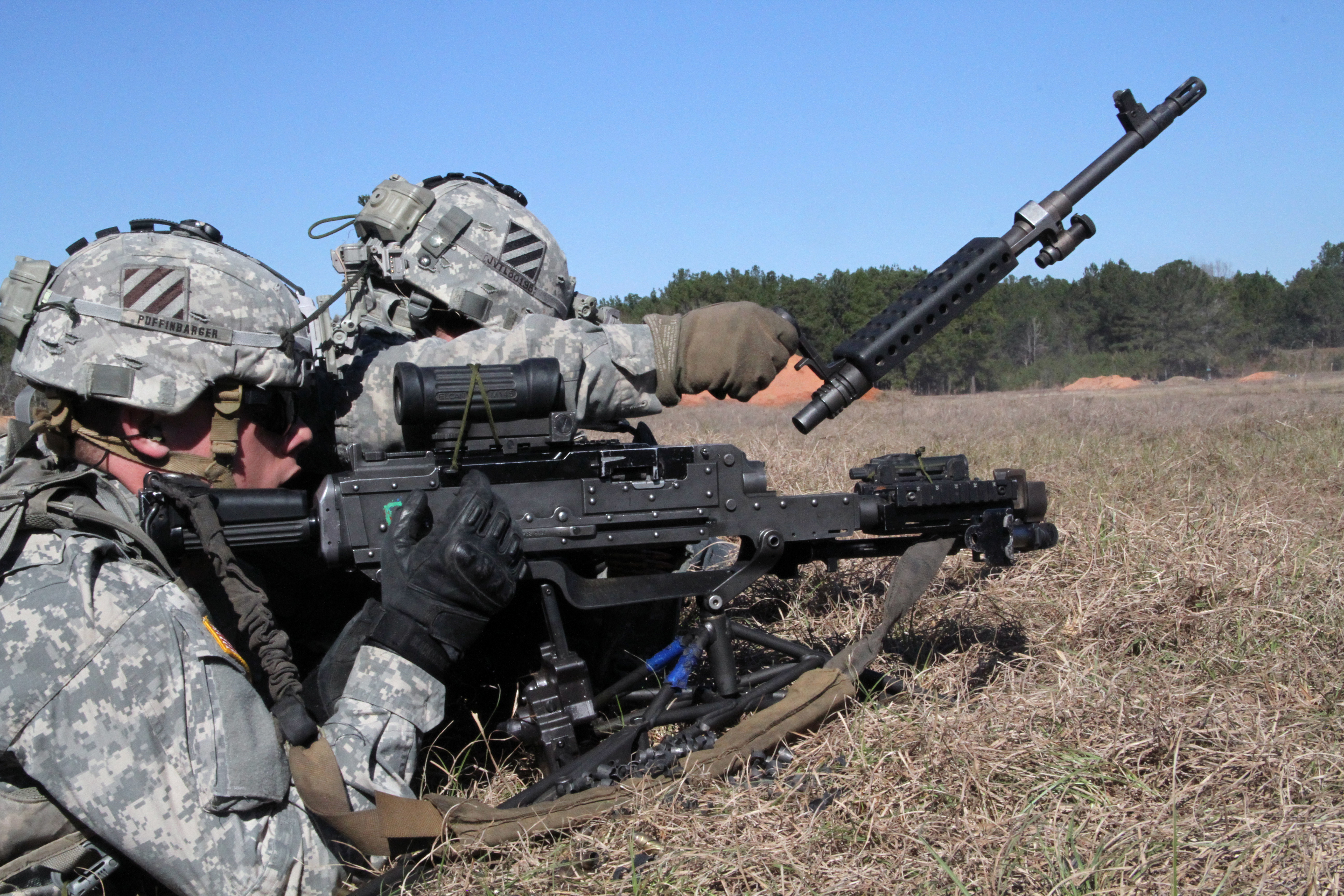
Wechsellauf mit Griff (Schnellwechsellauf) beim M240; der Griff dient gleichzeitig als Tragegriff
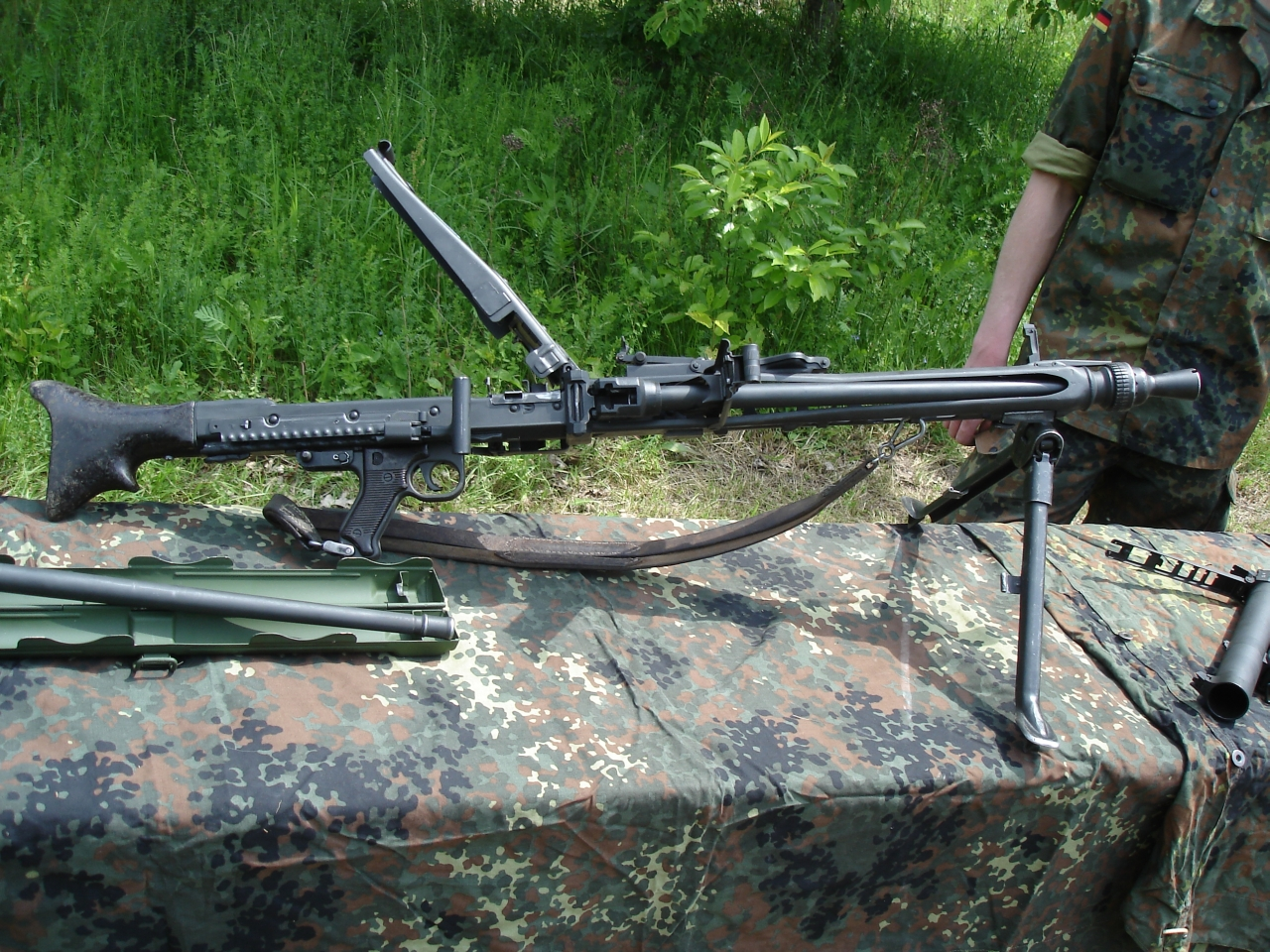
Laufwechsel beim MG3 durch die rechte Laufwechselklappe; links ist ein Wechsellauf mit Behälter
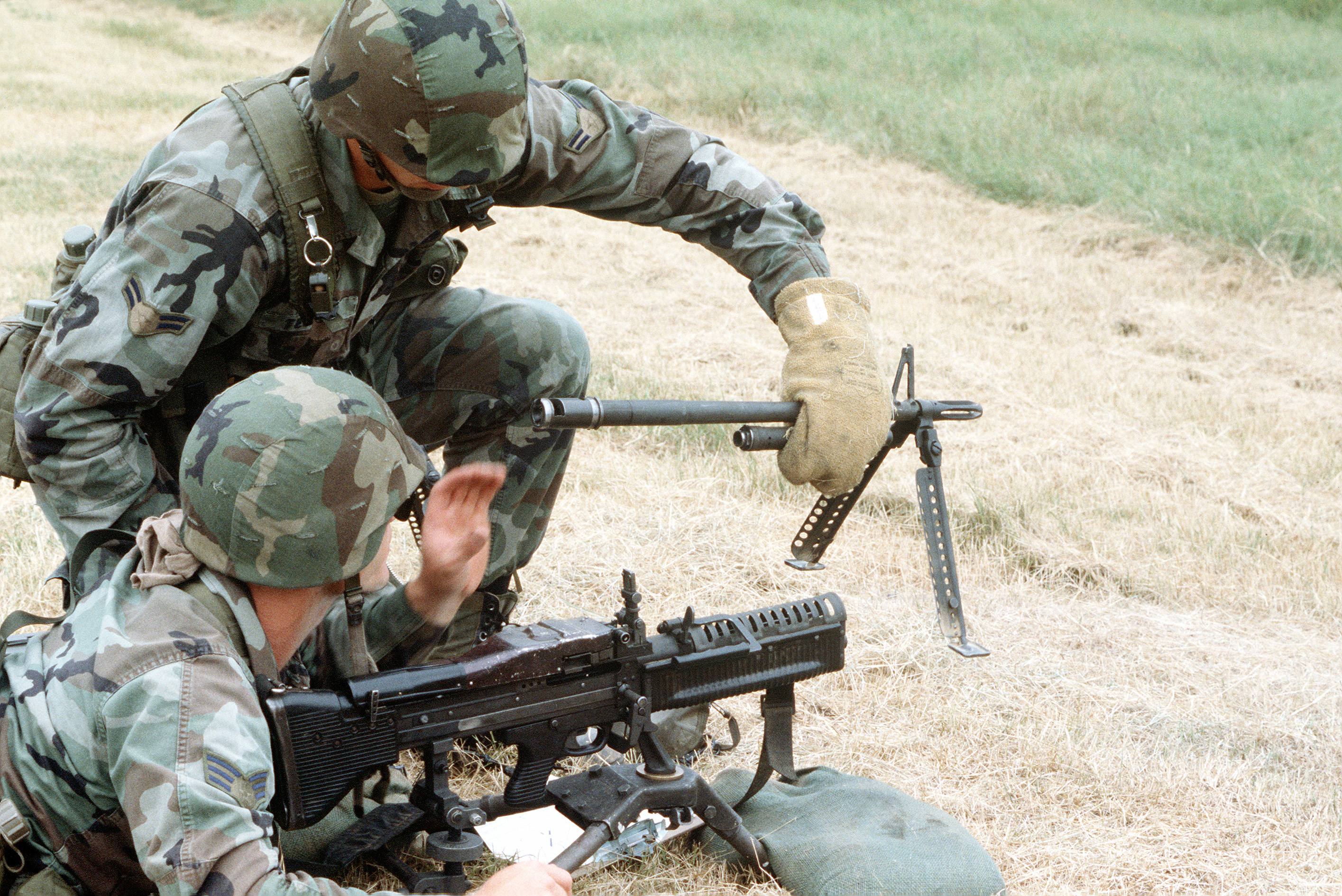
Laufwechsel mit Asbesthandschuh beim M60
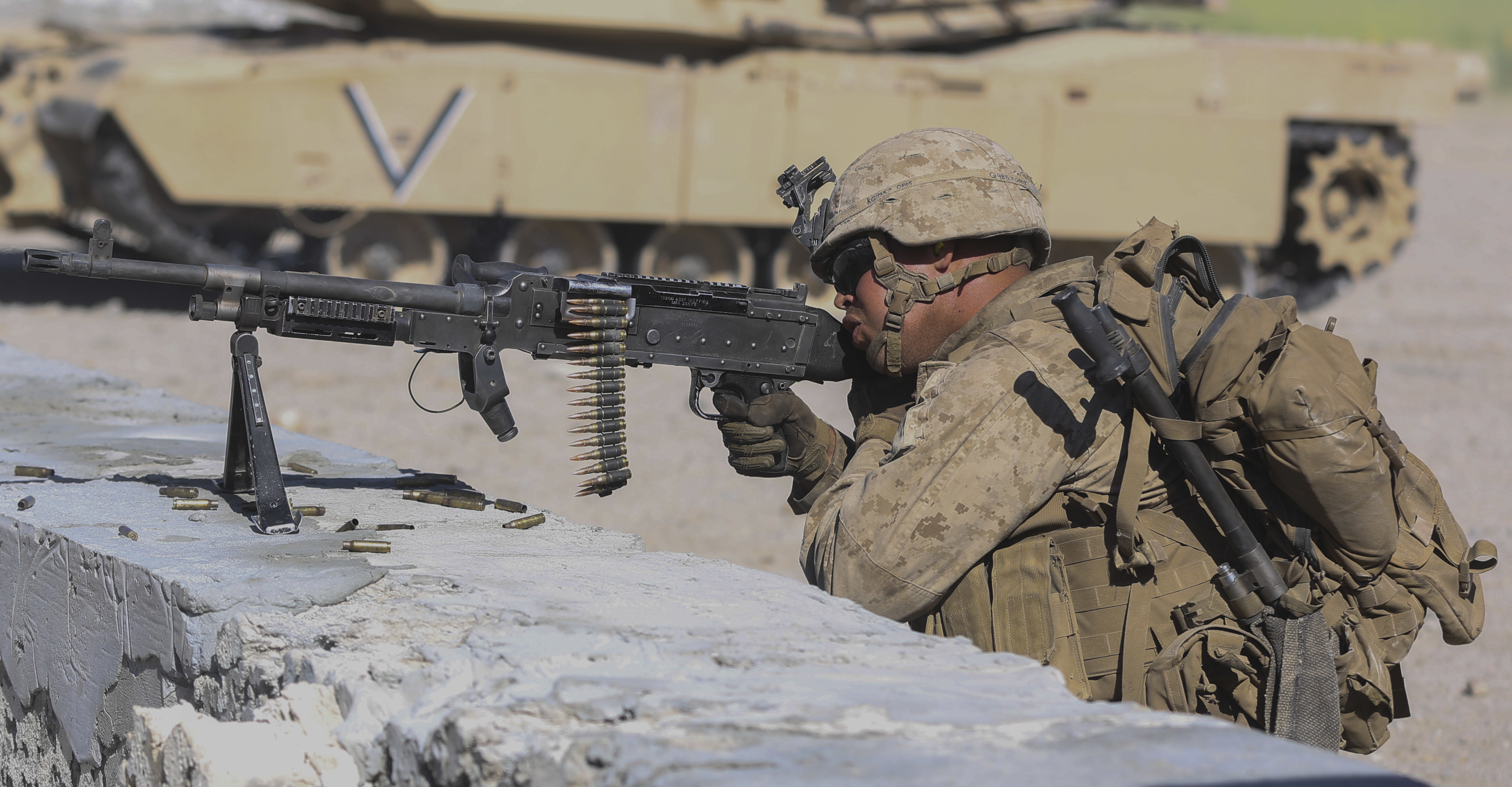
M240-Schütze mit Wechsellauf im Gepäck

## Wechsellauf im deutschen Waffenrecht

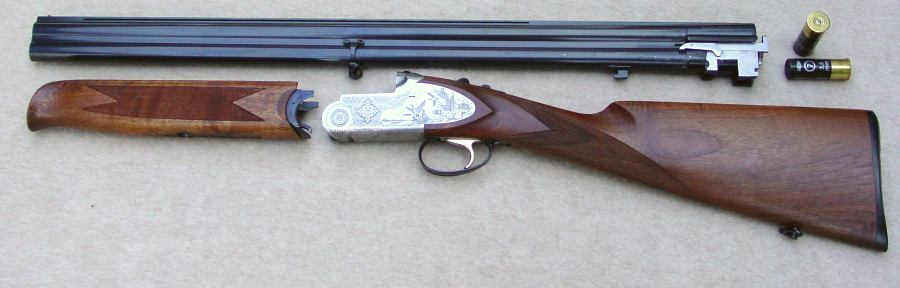
Doppelflinte mit austauschbaren Laufbündel.

Ein Wechsellauf ist nach der Definition des deutschen Waffengesetzes ein Lauf, der für eine bestimmte Waffe zum Austausch des vorhandenen Laufs vorgefertigt ist und der noch eingepasst werden muss. (Ziff. 3.2 der Anlage 1 zu § 1 Abs. 4 WaffG)
Ein Wechsellauf erfüllt die Merkmale eines wesentlichen Teils einer Schusswaffe i. S. d. Ziff. 1.3.1 der Anlage 1 zu § 1 Abs. 4 WaffG und wird deshalb rechtlich wie eine Schusswaffe behandelt.
Der Erwerb und Besitz eines Wechsellaufs ist für Inhaber einer Waffenbesitzkarte erlaubnisfrei, wenn er gleichen oder geringeren Kalibers der bereits in der Waffenbesitzkarte eingetragenen Schusswaffe ist. (Ziff 2.1. der Anlage 2 zu § 2 Abs. 2–4 WaffG).